# Charles Fritts
Charles Fritts (1850-1903), fue un inventor de origen estadounidense al cual se le atribuye la creación de la primera célula fotoeléctrica del mundo en 1883.
Fritts desarrolló el selenio recubierto como material semiconductor con una capa muy delgada de oro. Las células resultantes tenían una eficiencia de conversión de sólo un 1% debido a las propiedades del selenio, que en combinación con el alto costo del material impedía la utilización de estas células para el suministro de energía.Se le reconoce como el inventor del panel solar.

## Obras
- Fritts, C. E. (1883). «On a New Form of Selenium Photocell». American Journal of Science 26: 465.